# Чёрная Индия
«Чёрная И́ндия» (фр. Les Indes noires) — научно-фантастический роман французского писателя Жюля Верна, входящий в цикл «Необыкновенные путешествия». Написан в 1877 году. В романе нашли отражение впечатления от поездки Жюля Верна с его другом Иньяром в Англию и Шотландию летом 1859 года. В романе автор поэтически описал природу Шотландии.

## Публикации
Первая публикация романа — в газете Le Temps, с 28 марта по 22 апреля 1877 года. Первое книжное издание увидело свет 26 апреля 1877 года
24 сентября 1877 года вышел двенадцатый «сдвоенный» том «Необыкновенных путешествий», в него вошёл данный роман и роман «Ченслер». «Черная Индия» в этом издании содержит 45 иллюстраций Жюля Фера, гравированных Шарлем Барбаном.
В том же году роман вышел на русском языке в трёх разных переводах.
Уильям Бутчер, современный американский исследователь творчества Верна, изучая в нантском Городском архиве рукописи автора, обнаружил почти целую главу, изъятую из романа по указанию издателя П.-Ж. Этцеля. Её перевод на русский язык впервые был опубликован в собрании сочинений Жюля Верна издательства «Ладомир».

## Сюжет
Книга разбита на 22 главы.
В горах Шотландии расположена система угольных шахт, названная «Чёрной Индией». В её недрах выросла юная Нелль, никогда в жизни не видевшая дневного света.
Инженер Джемс Старр получает от своего друга и коллеги Симона Форда письмо с приглашением посетить Эберфойлские копи. Семья Форда десять лет живёт под землей, и все это время Симон со своим сыном Гарри ищет новые месторождения угля. При встрече с Джемсом Старром Форд заявляет, что нашёл новые залежи. Отправившись туда, Симон Форд, его жена Мэдж, сын Гарри и Джемс Старр оказываются замурованными в шахте по некоему злому умыслу. Вмешательство друга Гарри Джека Райана, который бросается на поиски пропавших, вызволяет семью Форда и Джемса Старра из заточения. Спасению помогает неизвестный свет. Также некто оставляет им воду и хлеб. Герои подозревают, что у них был таинственный спаситель, оставшийся инкогнито. Джемс Старр начинает новые разработки в месте, названном Новый Эберфойл. Под землей появляется целое поселение шахтёров. Спустя три года Гарри находит в шахте на дне колодца юную девушку и спасает её от голодной смерти. Эта девушка по имени Нелль всю жизнь живёт под землей. Семейство Фордов принимает её в свой дом со всей заботой, как родную дочь. Впоследствии выясняется, что это именно она помогла спасению семьи Форда и Старра. Гарри и Нелль влюбляются друг в друга и готовят свадьбу. Гарри с Нелль в компании Джемса Старра и Джека Райана поднимаются на поверхность и совершают путешествие по Шотландии. Во время прогулки влюбленных по озеру совершается диверсия — взрываются своды под озером с целью затопить Новый Эберфойл. Однако хлынувшие в подземелье воды озера не в силах уничтожить шахтёрский поселок. По возвращении в шахтах на Гарри организовываются несколько покушений, и Нелль решает рассказать свою тайну семье Фордов. Оказывается, все это время девушка жила под землей с дедом Сильфаксом, старым рабочим, которого некогда знал Симон Форд. Это он каждый раз пытался убить героев романа. Благодаря хорошему знанию подземных ходов злодей оставался не пойманным. Его никто даже не мог увидеть, несмотря на тщательно проводившиеся розыски. Во время свадьбы Гарри и Нелль Сильфакс наконец-то показывается жителям Нового Эберфойла и пытается взорвать копи. (Неразъяснённое чисто театральное появление «кающегося» Сильфакса подсказал Этцель, который сам иногда упрекал автора за излишний драматизм романов.) Однако он терпит неудачу и гибнет в водах подземного озера. Роман заканчивается счастьем юных героев — Гарри и Нелль женятся.

## Факты
- Первоначально автора занимала идея целой подземной Англии.
- Роман принадлежит к числу наиболее читаемых произведений Жюля Верна.
- Во время путешествия писателя с его другом Иньяром в Англию и Шотландию летом 1859 года, Жюль Верн также посещал угольные шахты. Из этой поездки в роман перешло множество деталей: название корабля «Принц Уэльский» и скверная погода во время его плавания, посещение героями романа вершины Трона Артура и «Ламберт-отеля», и даже маршрут прогулки по стране озёр.